# Michel Gomez
Michel Bernard Gomez Zanoli (Marsella, 16 de marzo de 1959) es un guionista, director de cine, director de televisión, productor de televisión y productor de cine francés asentado en Perú.

## Biografía
Es conocido por haber realizado y producido un gran número de novelas, miniseries para la televisión peruana, así como cine y teatro entre otras actividades artísticas. Entre sus más importantes contribuciones destacan producciones como Regresa (1991), La Perricholi (1992), Los de Arriba y los de Abajo (1994), Sarita Colonia (2002), ¡Qué Buena Raza! (2002), entre muchas otras.

## Filmografía

### Telenovelas, series y miniseries
- Juntos pero no Revueltos (Serie) (1989-1990)
- Regresa (Miniserie) (1991)
- La Perricholi (Novela) (1992)
- Las mujeres de mi vida (Miniserie)(1993)
- Bolero (Miniserie) (1993)
- Tatán (Miniserie) (1994)
- Los de arriba y los de abajo (Novela) (1994-1995)
- Los unos y los otros (Novela) (1995)
- Tribus de la calle (Novela) (1996)
- Lluvia de arena (Novela) (1997)[3]
- Todo se compra todo se vende (Novela) (1997)
- La Rica Vicky (Novela) (1998)
- Amor serrano (Novela) (1998)
- Procura amarme más (Novela) (1999)
- Gente como uno (Serie) (1999-2000)
- Estrellita (Novela) (2000)
- Sarita Colonia (Miniserie) (2002)[4][5]
- Que Buena Raza (Novela) (2002-2003)
- Demasiada belleza (Novela) (2003)
- Eva del Edén (Novela) (2004)
- Los del Solar (Serie) (2005)[6][7]
- Condominio S.A. (Serie) (2006)[8]
- Un amor indomable (Novela) (2007)
- La Pre (Novela) (2008)
- Graffiti (Novela) (2008-2009)
- El Caracol de Madagascar (Miniserie) (2008)
- La Perricholi (Novela) (2010-2011)
- Avenida Perú (Novela) (2013)
- Goleadores (Serie) (2014)
- Conversación en La Catedral (NA)( - )

### Películas
- Paititi - Documental (1980)
- Huaqueros - Cortometraje (1983)
- Senderos de Violencia - Documental (1985)
- Todas las Sangres (1987)
- El Gran Pajatén (1987)
- El Gran Pajatén (2015)
- Paititi, La Ciudad Prohibida (2015)
- La Pena Máxima (2022)

## Controversias
Desde el 2016 afronta denuncias por evasión de la justicia y estafa a varios integrantes de la comunidad artística.